# Letrinídeos
Letrinídeos (Lethrinidae) são uma família de peixes da subordem Percoidei, superfamília Percoidea.

## Géneros
Existem 5 géneros agrupados em duas subfamílias:
- Subfamília Lethrininae:
  - Lethrinus (Cuvier, 1829)
- Subfamília Monotaxinae:
  - Gnathodentex (Bleeker, 1873)
  - Gymnocranius (Klunzinger, 1870)
  - Monotaxis (peces) (Bennett, 1830 )
  - Wattsia (Chan y Chilvers, 1974)